# Infanterikanonvagn 91

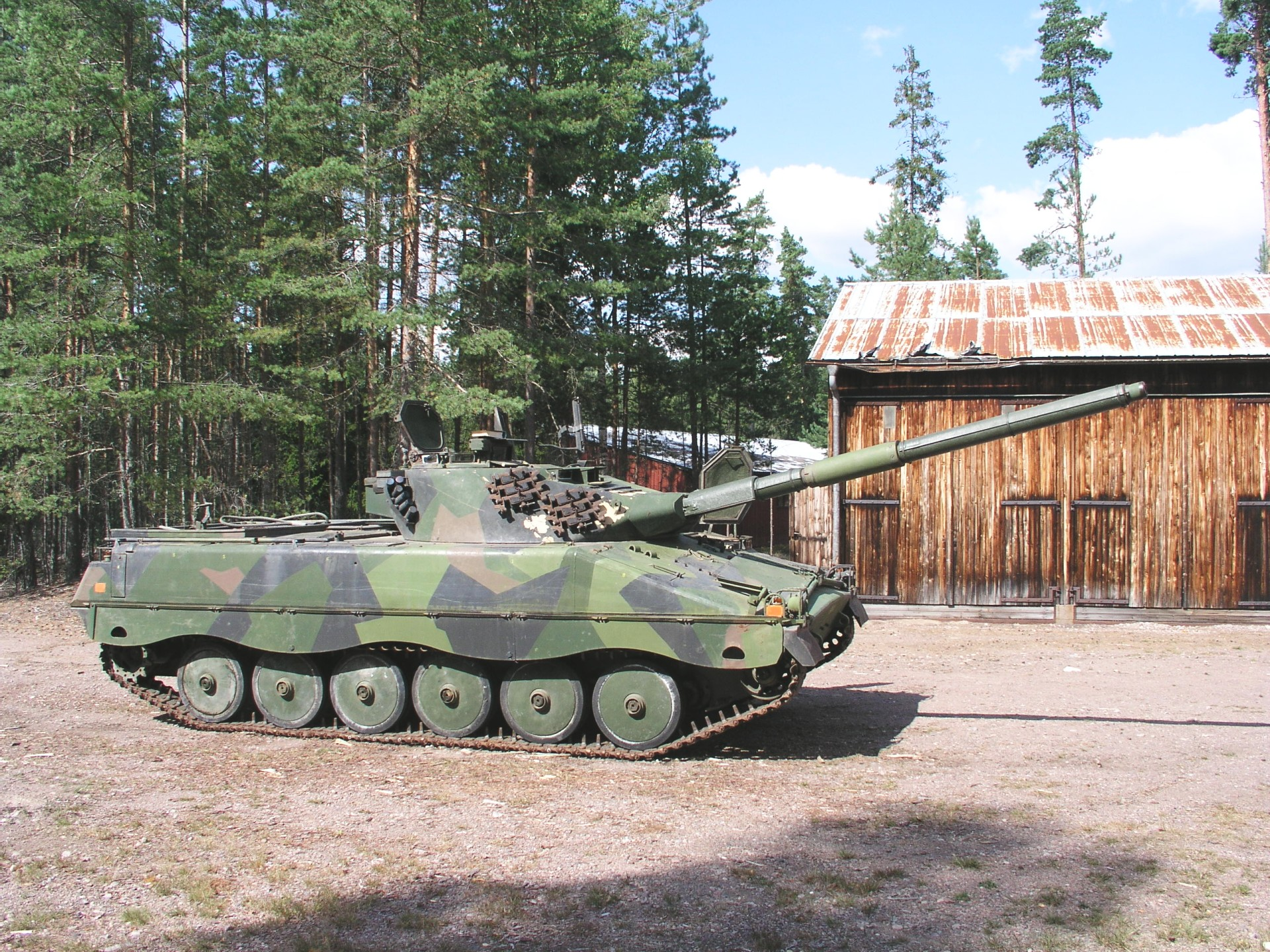
Infanterikanonvagn 91

Pour les articles homonymes, voir IKV.
L'IKv 91 (abréviation pour Infanterikanonvagn 91) est un char léger et chasseur de chars suédois. Son équipage de quatre hommes possède une protection NBC mais pas de vision nocturne.

## Aspect technique
L'Infanterikanonvagn 91 pèse 16 300 kg. Sa longueur est de 8,83 m, sa largeur de 3,00 m pour une hauteur de 2,35 m. Il est motorisé par un turbo diesel 6 cylindres développant 350 ch à 2 500 tr/min produit par Volvo Penta.

## Armement
L'IKv 91 dispose de l'équipement suivant :
- 1 canon Bofors Kv-90S73 de 90 mm (89 obus). Son tube à âme rayée mesure 54 calibres (4,86 m).
- 2 mitrailleuses FN MAG de 7,62 mm (4 560 cartouches).

## Production et diffusion
Son concepteur (trois prototypes en 1969) et fabricant (présérie en 1974) fut Hägglunds Vehicles AB (englobé depuis 2006 dans BAE Systems AB) qui en livra à l'armée suédoise 211 exemplaires à partir de 1975. Il est retiré du service entre les années 1990 et 2000.